# Peștera Fundătura
Peștera Fundătura (Chinovia) este o peșteră antropică, situată la 725 de metri altitudine, la poalele înălțimii "Crucea Spătarului", în pădure, la 2 km de satul Nucu, comuna Bozioru, județul Buzău. Coordonate: 45°25'32" latitudine nordică ; 26°25'58" longitudine estică.
Actuala peșteră a fost, de fapt, o bisericuță săpată într-un bloc paralelipipedic prăbușit de pe culme, fixat pe o muchie, parțial îngropat în sol, de aspectul unei căsuțe. Blocul a fost scobit și transformat într-o încăpere cu latura lungă de 5,73 m,lățimea între 2,10 - 2.40 m, înăl țimea de 1,90 m, cu tavanul boltit. Acoperișul, cioplit în două ape, acum știrbit, a fost odinioară acoperit cu șindrilă. La capătul de vest al laturii lungi se află deschiderea ușii de intrare; pe latura lungă de sud sunt deschise două ferestre, iar pe latura de est doar o singură fereastră. Pe pereți sunt incizate texte cu litere chirilice.
Bisericuța, care a fost menționată în documente datând din perioada 1678 - 1783, a fost vizitată de Vasile Urechea-Alexandrescu, este menționată de Alexandru Odobescu în 1872 este vizitată de geograful Basil Iorgulescu.
În jurul bisericuței de piatră se găseau construcții de lemn. Cetările arheologice au scos la lumină ceramică din secolele XVI - XVIII și un gros polonez din 1504. Pe baza datelor culese, se estimează că peștera datează din epoca medievală, secolele XVI -XVIII.